# Todiramphus sanctus
Todiramphus sanctus là một loài chim trong họ Alcedinidae.